# Jean-Luc Ruty
Pour les articles homonymes, voir Ruty.
Jean-Luc Ruty, né le 5 juillet 1959 à Arbois, est un footballeur puis entraîneur français. Il jouait au poste de défenseur central. Il a été directeur du centre de formation du FC Sochaux de 1999 à 2014.

## Biographie

### Joueur
Ancien international Espoirs, il est issu du centre de formation du FC Sochaux-Montbéliard. Avec les Lionceaux, il termine plusieurs fois aux places d'honneur du championnat de France : 2e en 1980, et 3e en 1982. Il participe également à la campagne européenne de Sochaux en 1981 qui s'arrête alors en demi-finale de la Coupe UEFA (défaite contre l'AZ Alkmaar).
Il part ensuite du côté de Toulouse, où il termine sa carrière.

### Technicien
D'abord directeur du centre de formation toulousain, il est nommé en 1999 directeur du centre de formation à Sochaux.
Ayant déjà assuré un premier intérim en tant qu'entraîneur en D1 à la tête du TFC lors de la saison 1993-94, il est nommé le 12 décembre 2007 au poste d'entraîneur intérimaire de l'équipe première sochalienne à la suite du limogeage de Frédéric Hantz.
Ruty termine cette mission le 22 décembre par une défaite 1-0 à domicile face à Bordeaux après avoir battu Metz à Saint-Symphorien 2-1 une semaine plus tôt. Le 31 décembre 2007 c'est Francis Gillot, ancien entraîneur du RC Lens qui est nommé pour reprendre le poste pour la deuxième partie de saison alors que Ruty reprend son poste de directeur du centre de formation.
Ruty obtient son diplôme d'entraîneur professionnel le 5 mai 2008.
Début janvier 2014, le FCSM annonce que Ruty quittera ses fonctions au club à l'issue de la saison 2013-2014. Il rejoint dès la saison suivante la Tunisie et devient le directeur technique du Club africain.

## Carrière de joueur
- 1978-1986 : FC Sochaux, 246 matchs en Division 1
- 1986-1992 : Toulouse FC, 145 matchs en Division 1[3]

## Palmarès de joueur

### En club
- Vice-Champion de France en 1980 avec le FC Sochaux
- Demi-finaliste de la Coupe de l'UEFA en 1981 avec le FC Sochaux

### EnÉquipe de France
- International Espoirs